# Edith Holloway
 Edith Martha Holloway  (1868 – 1956) fou una jugadora d'escacs britànica, i una de les dones escaquistes més brillants del seu temps. Era germana de l'escultor John Denton Crittenden (1834 - 1877).
|  |

## Resultats destacats en competició
El 1919 va guanyar el primer Campionat d'escacs femení de la Gran Bretanya posterior a la I Guerra Mundial, va aconseguir sempre bons resultats en els següents, i va guanyar per segon cop el campionat el 1936 (quan ja tenia 68 anys).
Va representar Anglaterra a la I Olimpíada d'escacs no oficial a Paris el 1924, on hi va jugar 13 partides, amb un resultat individual de (+2 −9 =2). Fou la primera dona a participar en una Olimpíada d'escacs, fet que no es tornaria a repetir en el torneig principal de les olimpíades oficials fins al 1950. Fou un torneig memorable per Holloway, ja que hi va vèncer Peter Potemkine, fort jugador rus instal·lat a França.
Assolí el primer lloc, (amb Helene Cotton) a Merano 1924 (Campionat d'Europa femení no oficial). Després del torneig, tres de les participants, (Holloway, Cotton i Agnes Stevenson) varen guanyar altres tres (Paula Wolf-Kalmar, Gülich i Pohlner) en un matx Londres vs. Viena a doble ronda.
Holloway empatà en el 4t-5è llocs al I Campionat del Món femení celebrat a Londres el 1927. Empatà als llocs 6è-7è en el V Campionat del Món femení a Varsòvia, 1935, i als llocs 1oè a 16è en l'VI Campionat del Món femení a Estocolm 1937. Tots aquests campionats foren guanyats per la durant molts anys indiscutible millor jugadora del món Vera Menchik.

## Partida destacada
Edith Holloway - Peter Potemkine, París 1924, defensa Owen 
1.e4 b6 2.d4 Ab7 3.Ad3 f5 4.f3 fxe4 5.fxe4 g6 6.Ae3 e6 7.Cf3 Cf6 8.Cbd2 Cg4 9.De2 Cxe3 10.Dxe3 Ag7 11.0–0 Cc6 12.c3 0–0 13.Tf2 Ce7 14.Taf1 d5 15.Cg5 Txf2 16.Dxf2 Dd7 17.Df7+ Rh8 18.Cxe6 Tg8 19.e5 Ac8 20.Cxg7 Txg7 21.Df6 Cf5 22.Cf3 De7 23.Te1 Rg8 24.Dc6 Ae6 25.Da8+ Df8 26.Dxa7 g5 27.Axf5 Axf5 28.Db7 Ae4 29.Cd2 c5 30.Dxb6 Tf7 31.De6 cxd4 32.Cxe4 dxe4 33.cxd4 Db4 34.Tf1 Dxd4+ 35.Rh1 Dd7 36.Dxf7+ 1–0